# Christoph Hölzel
Christoph Johann Hölzel (* 29. Oktober 1936 in Weidenloh, Pottenstein; † 24. Dezember 2015 in München) ist Träger des Bundesverdienstkreuzes 1. Klasse und war Beamter, zuletzt Ministerialdirigent im bayerischen Sozialministerium.

## Ausbildung und Beruf
Nach dem Abitur am humanistischen Gymnasium in Forchheim und Studium in den Fächern Philosophie, Rechtswissenschaft und Politik in München, Berlin, Erlangen und Paris promovierte Christoph Hölzel in den Fächern Rechtswissenschaften und Philosophie.
Nach einer Tätigkeit als Richter am Arbeitsgericht München wechselte er in das bayerische Sozialministerium. Dort übernahm er die Leitung des Ministerbüros von Sozialminister Fritz Pirkl, vertrat das Bundesland Bayern in Ausschüssen des Bundesrats, war Leiter des Bayerischen Landesjugendamts und baute dieses zu einer eigenständigen nachgeordneten Behörde um. Er leitete die Abteilung Wohlfahrtswesen und Rehabilitation. Er war Beauftragter für die humanitäre Hilfe in Osteuropa. Mit Fremdarbeitermitteln des Volkswagenwerks in Höhe von 1 Mio. Euro richtete er zusammen mit Hubertus von Voss ein sozialpädiatrisches Zentrum für Kinder in Kiew nach Münchner Vorbild ein. Zusammen mit dem Arbeiter-Samariter-Bund München errichtete er eine Sozialstation in Kiew. 1999 gründete er die größte Fachmesse mit Kongress für die gesamte Sozialwirtschaft im deutschsprachigen Raum ConSozial.

## Sonstige Ämter
- Langjährig Lehrbeauftragter an der Katholischen Stiftungsfachhochschule München und an der Ludwig-Maximilians-Universität München  (Pädagogisch psychologische Fakultät)
- Langjährig Schriftleiter einer kath. Verbandszeitschrift (die sendung)
- Mehrfach Vorsitzender eines katholischen Akademikerverbands (Gemeinschaft Christlichen Lebens, GCL)
- Vorstand der Altenheimstiftung Marienstift München
- Stiftungsratsvorsitzender des Integrationszentrum für Cerebralparesen ICP (früher Spastiker-Zentrum) München[3]
- Stellvertretender Landesvorsitzender ASB Bayern von 2002 bis 2014[4]
- Aufsichtsratsmitglied Katholische Jugendfürsorge München von 2002 bis 2010
- Vorsitzender der Jury für den Lorenz-Werthmann-Preis der Caritas von 1999 bis 2010
- Mitglied in der Programmkommission der ConSozial
- Mitglied im Stiftungsrat Leben pur

## Ehrungen
- Bundesverdienstkreuz am Bande (1994)
- Bundesverdienstkreuz 1. Klasse (2009)[5]
- Ehrenbürger der Stadt Kiew[6]
- Wladimir-Orden der ukrainisch-orthodoxen Kirche[7]
- Pater-Rupert-Mayer-Medaille des Caritasverbands der Erzdiözese München und Freising in Gold (2010)[8]
- Verdienstmedaille des Gesundheitsministeriums der Ukraine
- Ehrenzeichen in Gold des Bundes der Kriegsblinden Deutschlands
- Ehrenzeichen in Gold des Bundesverbands der Lebenshilfe
- Ehrenzeichen in Gold des ASB Deutschland
- Ehrenzeichen der Arbeiterwohlfahrt Oberbayern und der Landesarbeitsgemeinschaft Hilfe für Behinderte in Bayern
- Pető – Taler des Vereins Fortschritt e.V. Starnberg

## Werke
- Die Arbeit – ein Ausdruck des Personwesens des Menschen – Wie sehen die Sozialenzyklika Johannes'XXIII. 'Mater et magistra' und das deutsche Arbeitsrecht arbeitsrechtliche Fragen unter diesem Gesichtspunkt?, Inauguraldissertation an der Jurist. Fakultät der Universität Erlangen-Nürnberg 1964
- Grundlagen des Rechts- und Staatsdenkens bei Hugo Grotius, Inauguraldissertation an der Philosophischen Fakultät der Ludwigs-Maximilian-Universität München 1970